# Earl of Clanbrassil

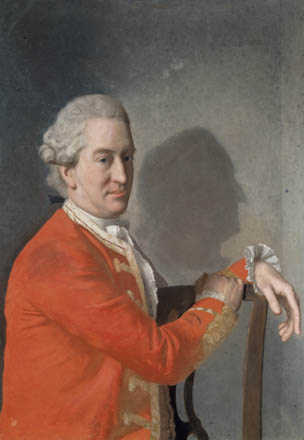
James Hamilton, 2. Earl of Clanbrassil, Gemälde von Jean-Etienne Liotard.

Earl of Clanbrassil (auch Clanbrassill), in the County of Armagh, war ein erblicher britischer Adelstitel, der zweimal in der Peerage of Ireland verliehen wurde, beide Male an Mitglieder der Familie Hamilton.

## Verleihungen und Geschichte des Titels
Erstmals wurde der Titel am 7. Juni 1647 für James Hamilton, 2. Viscount Claneboye geschaffen. Er hatte bereits 1643 von seinem Vater James Hamilton, 1. Viscount Claneboye den Titel Viscount Claneboye, in the County of Down, geerbt, der diesem am 4. Mai 1622 in der Peerage of Ireland verliehen worden war. Beim Tod seines einzigen Sohnes, des 2. Earl, im Jahre 1675, erloschen beide Titel.
Am 24. November 1756 wurde der Earlstitel in zweiter Verleihung für den ehemaligen Unterhausabgeordneten James Hamilton, 1. Viscount Limerick, neu geschaffen. Dieser war bereits am 13. Mai 1719 in der Peerage of Ireland zum Baron Claneboye, in the County of Down, und Viscount of the City of Limerick erhoben worden. Er war der Ur-Urenkel von William Hamilton, dem Bruder des ersten Viscounts Claneboye. Nach dem Tod seines Sohnes, des 2. Earls, im Jahre 1798, erloschen die drei Titel.

## Liste der Viscounts Claneboye und Earls of Clanbrassil

### Viscounts Claneboye (1622)
- James Hamilton, 1. Viscount Claneboye (1559–1644)
- James Hamilton, 2. Viscount Claneboye (1647 zum Earl of Clanbrassil erhoben)

### Earl of Clanbrassil, erste Verleihung (1647)
- James Hamilton, 1. Earl of Clanbrassil († 1659)
- Henry Hamilton, 2. Earl of Clanbrassil (1647–1675)

### Earls of Clanbrassil, zweite Verleihung (1756)
- James Hamilton, 1. Earl of Clanbrassil († 1758)
- James Hamilton, 2. Earl of Clanbrassil (1730–1798)